# Coupe du Portugal de football 1987-1988
Navigation
1986-1987 1988-1989

La Coupe du Portugal de football 1987-1988 est la 48e édition de la Coupe du Portugal de football, considéré comme le deuxième trophée national le plus important derrière le championnat. 
La finale est jouée le 19 juin 1988, à l'Estádio Nacional do Jamor, entre le FC Porto et le Vitória Guimarães. Le FC Porto remporte son sixième trophée en battant le Vitória Guimarães 1 à 0, et réussit le doublé coupe-championnat cette saison. Guimarães se qualifie pour la Coupe d'Europe des vainqueurs de coupe de football 1988-1989 en tant que finaliste de la Coupe nationale.

## Finale
| 19 juin 1988 | FC Porto         | 1 - 0   | Vitória Guimarães | Estádio Nacional do Jamor |                           |
|              |                  | (0 - 0) |                   | Arbitrage : Vítor Correia | Arbitrage : Vítor Correia |
|              | Feuille de match |         |                   | Arbitrage : Vítor Correia | Arbitrage : Vítor Correia |